# Atalaya de Cúllar
La Atalaya de Cúllar es una torre óptica de época nazarí, situada en el municipio de Cúllar (Granada, España), sobre un cerro que controla visualmente los pasos de Cúllar hacia la comarca de los Vélez y hacia Huéscar. En la declaración como Bien de interés cultural, de 25 de junio de 1985, aparece denominada como Torre de Maciacerrea pero se conoce coloquialmente como "La Torrecica". Su localización cartográfica es la siguiente: M.M.E., E. 1/50.000, hoja 972, cuadrícula 541-542 / 4.161-4.162.

## Descripción
Se trata de una torre cilíndrica, con obra de mampostería, en mal estado de conservación, con la cara norte totalmente destruida, alcanzando actualmente su mayor altura (3,93 m) en el lado este. Los bloques calizos son de gran tamaño en su base, y menores en el resto del alzado, con relleno de piedras y restos de cerámica, unidas con argamasa.

## Datación
Se considera que formaba parte de las defensas de la Hoya de Baza y que estaba vinculada a la Torre de Cúllar, que es visible desde ella. En consecuencia se ha datado en época nazarí.